# Turistická značená trasa 8452
 Turistická značená trasa 8452 měří 8 km a spojuje obec Turecká a vrchol Japeň v jihovýchodní části pohoří Velké Fatry na Slovensku.

## Průběh trasy
Začíná v obci Turecká a stoupá k sedlu Úplaz. Odtud pokračuje po zalesněném hřebeni přes sedlo na vrchol Japeň.

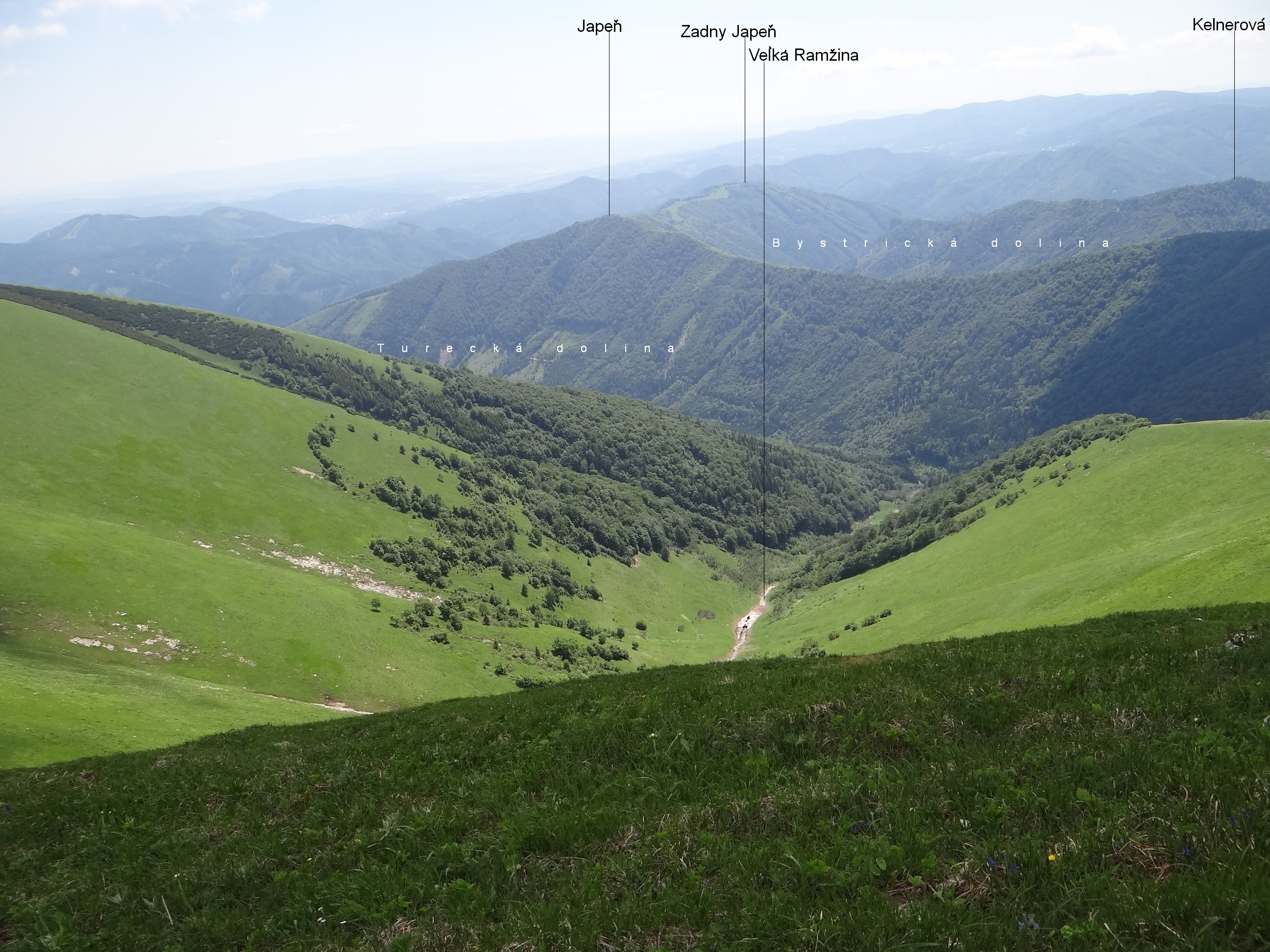
Japeň
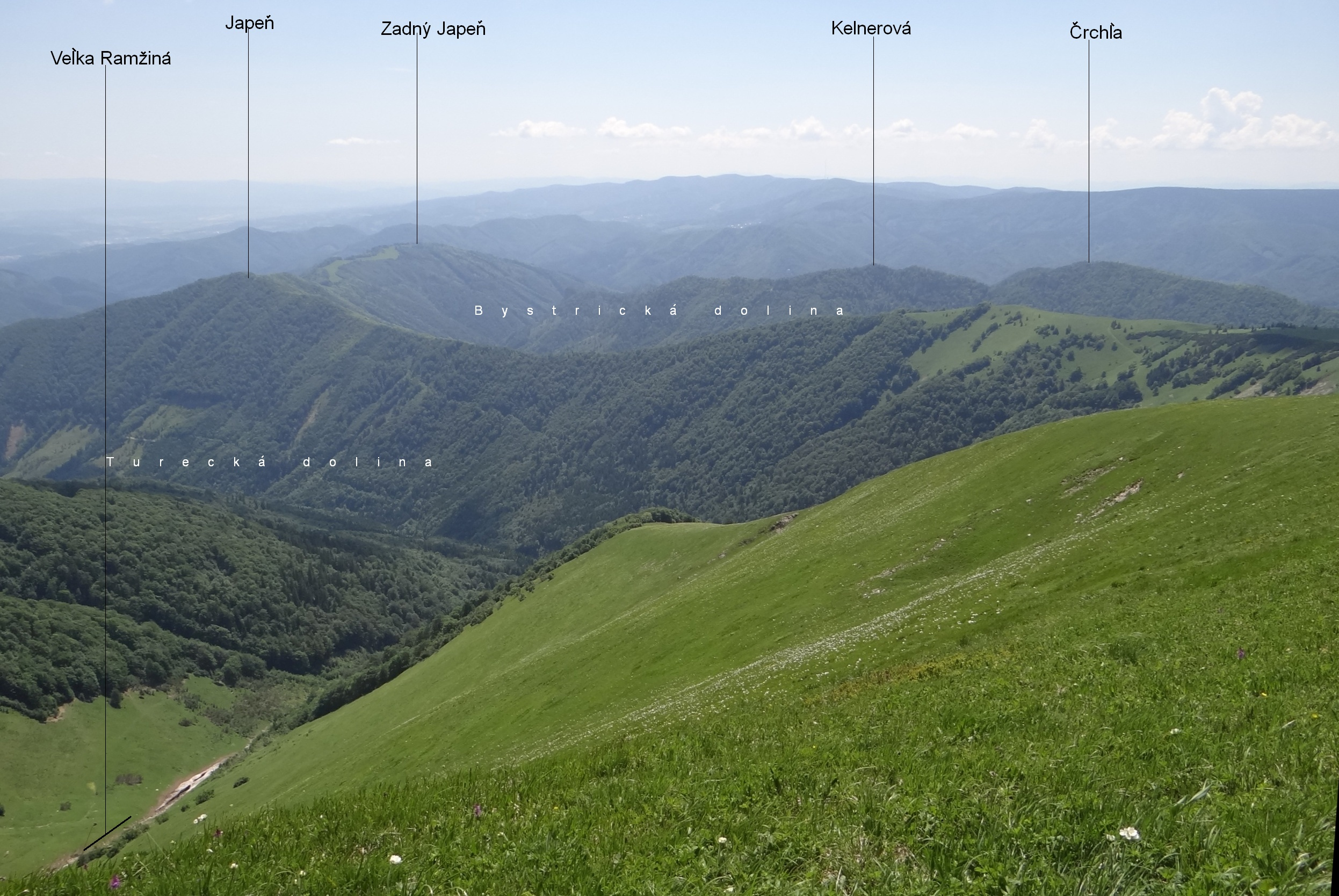
Turecká dolina

| Km  | Místo   | Navazující a křižující trasy | Souřadnice                      | Nadm. výška  |
| --- | ------- | ---------------------------- | ------------------------------- | ------------ |
| 0   | Turecká | 5634                         | 48°50′51″ s. š., 19°5′21″ v. d. | 606 m n. m.  |
| 2,7 | Ramžiná | 5634                         | 48°51′50″ s. š., 19°4′16″ v. d. | 958 m n. m.  |
| 4,8 | Úplaz   | 5634                         | 48°51′41″ s. š., 19°3′19″ v. d. | 1281 m n. m. |
| 8   | Japeň   | 5432                         | 48°50′20″ s. š., 19°4′51″ v. d. | 1154 m n. m. |

- Japeň
- Turecká dolina